# Донец (Белгородская область)
Донец — село в Прохоровском районе Белгородской области России, входит в Коломыцевское сельское поселение.

## История
В начале XIX века недалеко от Северского Донца экономическими крестьянами из села Ломово (всего переселилось 12 семей)  было образовано село Донец. Такое название село получило из-за близости расположения притока реки. Село имело также второе название - Дубочки, поскольку местность, на которой было образовано новое поселение, была заросшей дубами. 
Согласно данным переписи 1885 года в селе располагалось 49 дворов. 
В 1911 году в селе возвели   Варваринскую церковь (начало строительства 1908 год). При церкви располагался церковный хор, а по праздникам на площади перд ней проводились ярмарки, народные гуляния. В Прохоровском районе это последняя церковь, построенная до революции 1917 года. 
В том же 1911 году в селе была открыта первая школа, обучение в которой велось до 4 класса. 
В конце 1917 года в Донец пришла советская власть, в 1928 году была образована Коммуна. С этого года село стало центром Донецкого сельсовета, в который входили ; село, Деревня и 2 хутора (Скороднянский район). 
В 1929 году образован колхоз  «Красный Донец». В колхоз население вступало с неохотой, за что было подвержено раскулачиванию.  
В 1932 году, согласно политике партии, почти весь новый урожай колхозов и единоличников был вывезен для нужд государства, а 1933 год из-за сильной засухи не дал урожая зерновых. Начался голод, повлекший за собой множество смертей. 
В 1932 году церковь переоборудовали под зернохранилище, позже в магазин. После Великой отечественной войны в ней открыли семилетнюю  школу.   
Во времена Великой Отечественной войны село Донец не было под постоянной оккупацией нацистов, однако в селе ими был назначен староста, который должен был собирать с местных жителей провиант, согласно установленному списку. Через село постоянно проходили обозы с продовольствием для штаба, который располагался в Скородном. Многие жители воевали на фронтах Великой Отечественной войны, 112 из них внесены в Книгу памяти Белгородской области.  
В послевоенное время в центре Донца открыли клуб.  
В 1946 году сюда[уточнить] привозили больных и изможденных голодом людей для лечения и восстановления.  В это время большая часть работы легла на плечи женщин, как и во всей стране. В основном это касалось работ в сельскохозяйственной сфере. В эти годы село начинает оживать - появляется техника,  тракторы, сеялки, комбайны.   
Село Донец несколько раз меняло административную принадлежность. Так в 1950-е годы оно относилось к Коломыцевскому сельсовету Скороднянского района, а в 1962 году переходит под управление в Прохоровский район.   
В 1956 году в селе открывается библиотека и почта, в бывшем здании сельсовета, а так же детский сад. Село насчитывало 150 дворов. В нем работали : молочная ферма, ферма по разведению и содержанию лошадей, телятник , тракторный парк.   
В 1973 годы начато строительство свиноводческой фермы.    
В 1975 году открылся медпункт.    
В 1980 году открывается Дом культуры, в котором расположились почта и библиотека, прокладывается асфальтированная дорога.    
В 1984 году были построены новая молочнотоварная ферма, телятник и ангар под заготовки сена.    
В 1990 году открыла двери новая двухэтажная восьмилетняя средняя школа.    
По данным переписи на 1979 год в селе Донец проживало 318 жителей,  1989 г. – 274 человек.    

## География
Село находится на высоте 217 м над уровнем моря.

## Население
| 2002 | 2010 |
| ---- | ---- |
| 304  | ↘281 |

## Инфраструктура
В Донце есть отделение почтовой связи «Донец» Прохоровского почтамта УФПС Белгородской области — филиала ФГУП «Почта России» (почтовый индекс — 309027).